# 한국P2P금융협회
한국P2P금융협회(韓國P2P金融協會, Korea P2P Finance Association)는 핀테크 사업과 한국 P2P 대출업의 기반 조성을 통하여 협회 회원사들의 공동의 발전과 국민경제의 발전에 이바지하기 위하여 설립된 법인이다. 서울특별시 중구 남대문로 117 동아빌딩 11층에 있다.

## 연혁
- 2015년 10월 1일 한국P2P금융플랫폼협회 발족[4]
- 2016년 6월 23일 한국P2P금융협회로 명칭 변경[5]
- 2018년 3월 4일 2대 협회장에 신현욱 팝펀딩 대표 선출[6]
- 2018년 6월 12일 3대 협회장에 테라펀딩 양태영 대표 선출[7]

## 주요 업무
- 상호간 대출 내역의 공유
- P2P 금융업과 다른 산업, 학계 등과의 교류 및 사업 제휴
- 한국 P2P 대출업 및 크라우드 펀딩에 관한 입법화 및 제도의 개발 및 연구
- 회원사 간의 정보교류 및 교육, 기타 공동의 협력과 대응
- 정부 및 지방자치단체, 공공기관으로부터의 수임사업 및 학술 연구용역
- 기타 핀테크 산업의 진흥과 협회 목적 달성에 필요한 사업

## 회원사
- 주식회사 어스핀테크
- 주식회사 미드레이트
- 주식회사 어니스트펀드
- 주식회사 비욘드플랫폼
- 주식회사 소딧
- 주식회사 시소플랫폼
- 주식회사 탱커펀드
- 주식회사 테라핀테크
- 주식회사 투게더앱스
- 주식회사 펀디드
- 주식회사 피플펀드컴퍼니
- 스마트핀테크 주식회사
- 주식회사 렌딩사이언스
- (주)론포인트
- 더줌자산관리(주)
- (주)빌드온
- (주)위펀딩
- (주)헬로핀테크
- (주)바른핀테크
- 스마트크라우드(주)
- (주)이지펀딩
- (주)프로핏
- 랑파트너스(주)
- 베네핏소셜(주)
- (주)천사크라우드
- (주)유니어스
- (주)트리거파트너스
- (주)더좋은핀테크
- 썬펀딩(주)
- 코리아펀딩(주)
- (주)월드펀딩
- (주)데일리펀딩
- (주)누리펀딩
- (주)타이탄인베스트
- (주)애플펀딩
- (주)모자이크펀딩
- (주)크레딧펀딩
- (주)에스앤에스렌딩
- (주)다온핀테크
- (주)크레파스솔루션
- (주)슈펙스펀드
- 한국경우펀딩(주)
- (주)미라클핀테크
- (주) 케이펀딩
- 주식회사 탑플랫폼

## 같이 보기
- 한국핀테크산업협회
- 한국핀테크포럼